# دنیس رایت
سر دنیس رایت (به انگلیسی: Sir Denis Wright) ‏(۲۳ مارس ۱۹۱۱ – ۱۸ مه ۲۰۰۵)، دیپلمات انگلیسی بود که طی دو دههٔ پنجاه و شصت میلادی در روابط انگلستان با ایران نقش داشت.

## زندگی سیاسی
دنیس رایت پس از کودتای ۲۸ مرداد سال ۱۳۳۲ و سرنگونی دولت  محمد مصدق که روابط سیاسی با بریتانیا را قطع کرده بود، به‌عنوان نمایندهٔ دیپلماتیک دولت انگلستان در ایران مأمور بازگشایی سفارت انگلستان در تهران شد. پس از آنکه در طی سال‌های ۱۹۵۹ تا ۱۹۶۲ مسئول سفارت بریتانیا در اتیوپی بود، وی بار دیگر در سال ۱۹۶۳ به‌عنوان سفیر به ایران بازگشت و در طی دو دوره (۱۹۶۳–۱۹۷۱) مسئولیت سفارت بریتانیا در تهران را بر عهده داشت. بنابر اسناد دولتی انگلستان که در سال ۲۰۰۹ از طبقه‌بندی خارج شد، رایت پس از پیروزی انقلاب ایران (۱۳۵۷) در سال ۱۳۵۷ و سقوط محمدرضا پهلوی از سوی مارگارت تاچر نخست‌وزیر وقت بریتانیا به‌صورت محرمانه به دیدار شاه ایران در باهاما رفت و به وی هشدار داد که از سفر به انگلستان خودداری کند.

## نوشتارها
دنیس رایت نویسنده چند کتاب و انبوهی از مقالات در مورد روابط ایران و انگلستان است. از آثار سرشناس وی می‌توان از دو کتاب انگلیسی‌ها در بین ایرانیان (۱۹۷۷) و ایرانیان در میان انگلیسی‌ها (۱۹۸۵) نام برد.
دنیس رایت خاطرات خود را نیز در مصاحبه با حبیب لاجوردی برای پروژه تاریخ شفاهی ایران بازگو کرده که بهمن زبردست آن را ترجمه و  شرکت سهامی انتشار در سال ۱۳۹۹ منتشر کرده است.

## درگذشت
دنیس رایت در ۱۸ مه ۲۰۰۵ در سن ۹۴ سالگی درگذشت.